# Kanton Ourville-en-Caux
Kanton Ourville-en-Caux (fr. Canton d'Ourville-en-Caux) je francouzský kanton v departementu Seine-Maritime v regionu Horní Normandie. Skládá se ze 16 obcí.

## Obce kantonu
- Ancourteville-sur-Héricourt
- Anvéville
- Beuzeville-la-Guérard
- Carville-Pot-de-Fer
- Cleuville
- Le Hanouard
- Hautot-l'Auvray
- Héricourt-en-Caux
- Oherville
- Ourville-en-Caux
- Robertot
- Routes
- Saint-Vaast-Dieppedalle
- Sommesnil
- Thiouville
- Veauville-lès-Quelles